# Соболев, Андрей Николаевич (политик)
Андрей Николаевич Соболев (род. 1 декабря 1954 года, с. Гремиха, Саамского района, Мурманской области, РСФСР, СССР) — общественный и политический деятель, член Совета Федерации Федерального Собрания Российской Федерации от исполнительного органа государственной власти города Севастополя с 10 октября 2014 года по 19 сентября 2017 года. Член Комитета Совета Федерации по науке, образованию и культуре.
Заместитель главного редактора еженедельника «Севастопольская газета».

## Биография
Родился 1 декабря 1954 года. Окончил Украинскую сельскохозяйственную академию по специальности «инженер лесного хозяйства» (1990).
В 1999 году в Севастополе начал вести активную работу по организации фестивалей авторской песни. Благодаря Соболеву, каждое лето в Балаклаве проводится фестиваль «Балаклавские каникулы».
Член Правления фонда имени Геннадия Черкашина.

## Награды
- Орден Дружбы (22 апреля 2010) — за большой вклад в укрепление дружбы и сотрудничества между народами Российской Федерации и Украины[2]
- Медаль «За освобождение Крыма и Севастополя» (17 марта 2014) — за личный вклад в дело по возвращению Крыма в Россию[3]
- Медаль «В ознаменование 10-летия возвращения Севастополя в Россию» (23 февраля 2024) — за личный вклад в возвращение города Севастополя в Россию и проведение общекрымского Народного референдума

## Дискография
- «Ожидание встреч»
- «Имя собственное» (студия «МК ЧФ», Севастополь, 2001)
- «По дороге»
- «Огонёк в ночи»
- «Я к вам приезжаю»
- «Родные берега»
- «Это мой народ придумал»